# Jón Jósep Snæbjörnsson

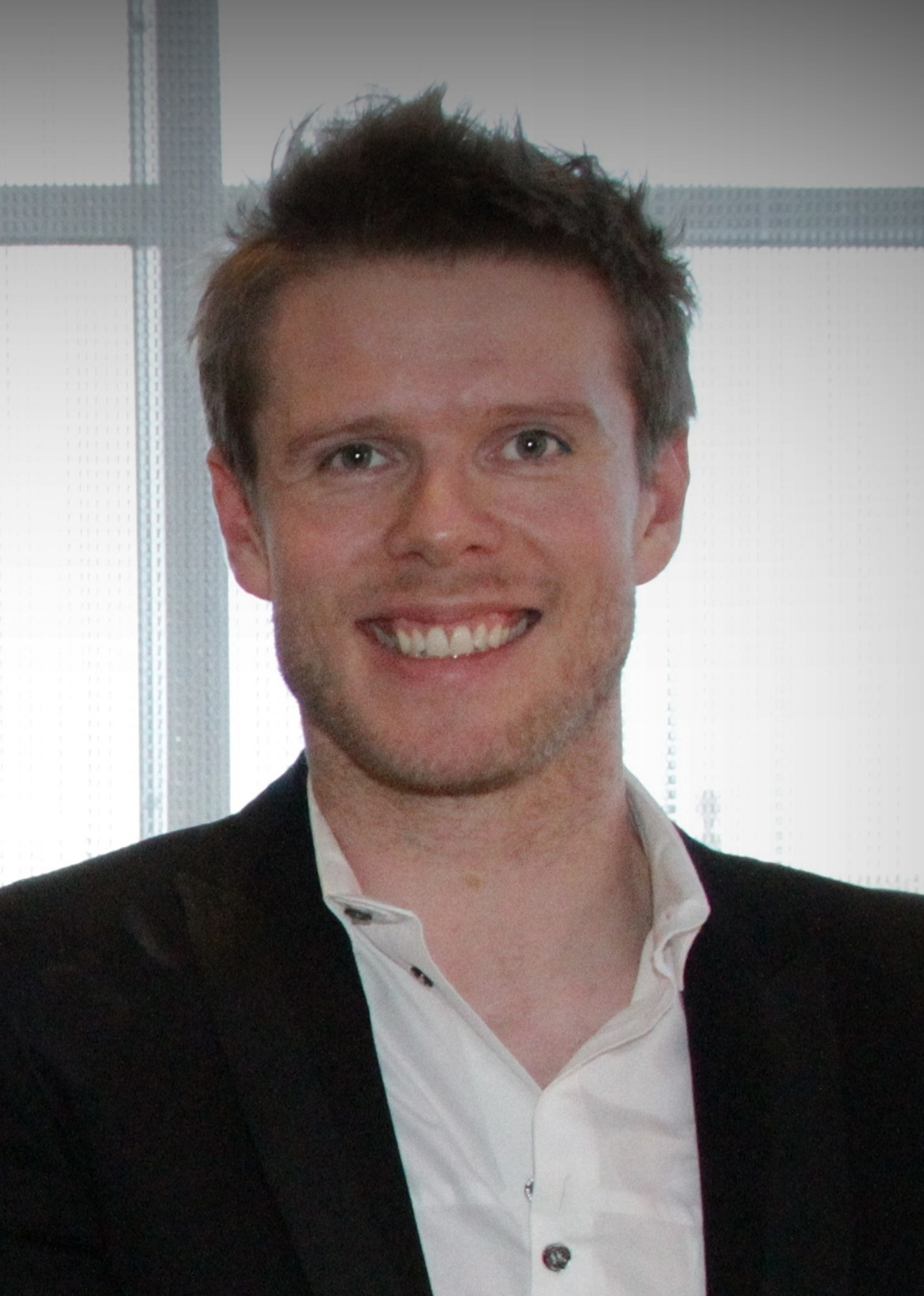
Jón Jósep Snæbjörnsson (2012)

Jón Jósep Snæbjörnsson oder kurz Jónsi (* 1. Juni 1977 in Akureyri) ist ein isländischer Popsänger.

## Leben und Wirken
Aufgewachsen im Norden Islands kam er 1997 in die Hauptstadt Reykjavík. Er wurde dort Sänger der neuformierten Pop-Rockband Í Svörtum Fötum mit der er in den 2000er Jahren vier Alben veröffentlicht hatte.
Er wurde von einer Jury ausgewählt, sein Land beim Eurovision Song Contest 2004 in Istanbul zu vertreten. Dort kam er mit der Ballade Heaven auf Platz 19. Für den Eurovision Song Contest 2012 in Baku gewann er den Vorentscheid mit der Sängerin Greta Salóme. Zusammen trugen sie den nachträglich ins Englische übersetzten Titel Never Forget vor, mit dem sie sich für das vier Tage später stattfindende Finale des Eurovision Song Contest qualifizieren konnten. Dort landeten sie punktgleich mit Jedward auf Platz 20.